# Station Nadarzyce Wąskotorowe
Station Nadarzyce Wąskotorowe is een spoorwegstation in de Poolse plaats Nadarzyce.